# Kanton Bourmont
Bourmont is een voormalig kanton van het Franse departement Haute-Marne. Het kanton maakte deel uit van het arrondissement Chaumont. Op 22 maart 2015 werd het kanton opgeheven en werden de gemeenten opgenomen in het kanton Poissons, dat daarvoor deel uitmaakte van het arrondissement Saint-Dizier. De gemeenten werden niet van arrondissement overgeheveld waardoor het kanton Poissons tegenwoordig in de beide genoemde arrondissement ligt.

## Gemeenten
Het kanton Bourmont omvatte de volgende gemeenten:
- Bourg-Sainte-Marie
- Bourmont (hoofdplaats)
- Brainville-sur-Meuse
- Champigneulles-en-Bassigny
- Chaumont-la-Ville
- Clinchamp
- Doncourt-sur-Meuse
- Germainvilliers
- Goncourt
- Graffigny-Chemin
- Hâcourt
- Harréville-les-Chanteurs
- Huilliécourt
- Illoud
- Levécourt
- Malaincourt-sur-Meuse
- Nijon
- Outremécourt
- Ozières
- Romain-sur-Meuse
- Saint-Thiébault
- Sommerécourt
- Soulaucourt-sur-Mouzon
- Vaudrecourt
- Vroncourt-la-Côte